# Karacubovo násobení
Karacubovo násobení je asymptoticky rychlý násobící algoritmus, který v roce 1960 vymyslel sovětský matematik Anatolij Alexejevič Karacuba jako tehdy asymptoticky nejrychlejší algoritmus násobení dlouhých čísel. Jeho složitost je pro dvě n-ciferná čísla nanejvýš {\displaystyle n^{\log _{2}3}\approx n^{1,585}} jednociferných násobení. Tradiční školský algoritmus násobení přitom vyžaduje {\displaystyle n^{2}} násobení. Od doby Karacubova objevu byly vymyšleny algoritmy asymptoticky ještě rychlejší, Toomovo-Cookovo násobení a Schönhageovo-Strassenovo násobení. Karacubův algoritmus je přesto stále používán, protože je pro určitou délku vstupních čísel v praxi nejrychlejší.

## Dějiny algoritmu
V roce 1952 vyslovil Andrej Nikolajevič Kolmogorov domněnku, že tradiční a tehdy jediný známý školský násobící algoritmus je pro úlohu násobení dlouhých čísel asymptoticky optimální. V roce 1960 pak Kolmogorov organizoval seminář na Lomonosovově univerzitě zaměřený na matematické problémy v kybernetice, kde tehdy třiadvacetiletý student Karacuba vymyslel algoritmus , který násobí dvě n-ciferná čísla v {\displaystyle \Theta \left(n^{\log _{2}3}\right)}, čímž domněnku vyvrátil. Kolmogorova algoritmus zaujal a napsal o něm v roce 1962 do časopisu Doklady Akaděmii Nauk SSSR článek Umnoženije mnogoznačnych čisel na avtomatach, ve kterém zveřejnil také výsledek Jurije Petroviče Ofmana. Jako autoři byli uvedeni „A. Karacuba a Ju. Ofman“, ovšem Karacuba se o článku dozvěděl až s jeho zveřejněním.

## Algoritmus

### Základní krok
Základním krokem Karacubova algoritmu je vzorec, z kterého vyplývá možnost převést vynásobení dvou čísel {\displaystyle x} a {\displaystyle y} pomocí třech násobení menších čísel se zhruba polovinou cifer a několika ciferných posunů a sčítání.
Nechť jsou {\displaystyle x} a {\displaystyle y} n-ciferná čísla zapsaná v soustavě o základu z. Pro libovolné přirozené číslo {\displaystyle m} menší než {\displaystyle n} můžeme zadaná čísla zapsat jako
{\displaystyle x=x_{1}z^{m}+x_{0}} a
{\displaystyle y=y_{1}z^{m}+y_{0}},
kde {\displaystyle x_{0}} a {\displaystyle y_{0}} jsou menší než {\displaystyle z^{m}}. Jejich součin je pak
{\displaystyle xy=(x_{1}z^{m}+x_{0})(y_{1}z^{m}+y_{0})}
{\displaystyle =w_{2}z^{2m}+w_{1}z^{m}+w_{0}},
kde
{\displaystyle w_{2}=x_{1}y_{1}},
{\displaystyle w_{1}=x_{1}y_{0}+x_{0}y_{1}} a
{\displaystyle w_{0}=x_{0}y_{0}}
Tyto vzorce vyžadující čtyři násobení znal už Charles Babbage. Karacuba si povšiml, že za cenu několika sčítání navíc je možné výpočet provést jen pomocí tří násobení. Při {\displaystyle w_{0}} a {\displaystyle w_{2}} jako ve vzorcích výše můžeme spočítat
{\displaystyle w_{1}=(x_{1}+x_{0})(y_{1}+y_{0})-w_{2}-w_{0}},
čehož pravdivost je zřejmá z:
{\displaystyle w_{1}=x_{1}y_{0}+x_{0}y_{1}}
{\displaystyle w_{1}=(x_{1}+x_{0})(y_{1}+y_{0})-x_{1}y_{1}-x_{0}y_{0}}

### Příklad
Při výpočtu součinu 12345 a 6789 máme {\displaystyle z=10} a zvolíme {\displaystyle m=3}. Činitele rozložíme do podoby:
- {\displaystyle 12345=12\cdot 1000+345} a
- {\displaystyle 6789=6\cdot 1000+789}

K výpočtu součinu nám pak stačí tři násobení na menších číslech:
{\displaystyle w_{2}=12\cdot 6=72}
{\displaystyle w_{0}=345\cdot 789=272205}
{\displaystyle w_{1}=(12+345)(6+789)-w_{2}-w_{0}=357\cdot 795-72-272205=11538}
Pomocí těchto součinů už získáme výsledek jen pomocí posunů a sčítání:
{\displaystyle 12345\cdot 6789=w_{2}z^{2m}+w_{1}z^{m}+w_{0}}, tedy
{\displaystyle 72\cdot 1000^{2}+11538\cdot 1000+272205=83810205}

## Rekurzivní použití
Mají-li vstupní čísla alespoň {\displaystyle n\geq 4} číslice, pak pomocná násobení podle výše uvedeného postupu pracují s činiteli o méně než {\displaystyle n} číslicích. I na tato pomocná násobení je pak možné využít postup výše a tak rekurzivně dojít až k tak krátkým číslům, pro která komplikovaný postup nenabízí zrychlení a tedy jejich součin spočítáme přímo školským algoritmem.